# Nāḩiyat Ḩisyā'
Nāḩiyat Ḩisyā' (arabiska: ناحية حسية, ناحية حسياء) är ett subdistrikt i Syrien.   Det ligger i provinsen Homs, i den centrala delen av landet, 100 km norr om huvudstaden Damaskus.
Trakten runt Nāḩiyat Ḩisyā' är ofruktbar med lite eller ingen växtlighet. Runt Nāḩiyat Ḩisyā' är det glesbefolkat, med 14 invånare per kvadratkilometer.